# Michael Andersson
Pour les articles homonymes, voir Michael Andersson (homonymie) et Andersson.
Michael Andersson est un ancien coureur cycliste professionnel suédois, né le 4 mars 1967 à Höganäs en Suède. Il fut professionnel de 1995 à 2001. Spécialiste du contre-la-montre, il fut champion national de la discipline à neuf reprises. Il détient le record de victoires sur le Tour de Suède avec trois succès.

## Palmarès
- 1989
  - 1re et 3e étapes du Tour de Seine-et-Marne
- 1990
  - Champion des Pays nordiques du contre-la-montre par équipes (avec Björn Johansson, Jan Karlsson et Johan Fagrell)
  -  Champion de Suède du contre-la-montre
  - 2e du Grand Prix de France
- 1991
  - Tour de Suède :
    - Classement général
    - 1reb étape

  - Paris-Évreux
  - 3e du championnat des Pays nordiques du contre-la-montre par équipes
- 1992
  - Champion des Pays nordiques du contre-la-montre par équipes (avec Björn Andersson, Jan Karlsson et Lars Wahlqvist)
  -  Champion de Suède du contre-la-montre
  - Tour de Suède :
    - Classement général
    - 1reb et 5e (contre-la-montre) étapes
- 1993
  -  Champion de Suède du contre-la-montre
  -  Champion de Suède du contre-la-montre par équipes (avec Martin Rittsel et Niklas Axelsson)
  - Cinturón a Mallorca :
    - Classement général
    - 2e étape

  - 2e du championnat de Suède sur route
- 1994
  -  Champion de Suède sur route
  - Tour de l'Empordà
  - 14e étape de la Commonwealth Bank Classic
  - 2e de la Commonwealth Bank Classic
- 1995
  - Champion des Pays nordiques du contre-la-montre
  - Tour du Cap
  - Rapport Toer :
    - Classement général
    - 6e étape (contre-la-montre)
- 1996
  - Champion des Pays nordiques du contre-la-montre
  -  Champion de Suède du contre-la-montre
  - 3ea étape du Tour de Suède (contre-la-montre)
  - 3e étape de la Course de la Paix
  - Tour de Chine :
    - Classement général
    - 3e étape

  - 2e de la Course de la Paix
- 1997
  -  Champion de Suède du contre-la-montre
  - Tour de Berne
- 1998
  -  Champion de Suède du contre-la-montre
  -  Champion de Suède sur route par équipes (avec Martin Rittsel et Henrik Sparr)
  - 3e du championnat de Suède sur route
- 1999
  -  Champion de Suède du contre-la-montre
  - 3e étape du Ringerike Grand Prix
  -  Médaillé d'argent du championnat du monde du contre-la-montre
  - 3e du Ringerike Grand Prix
- 2000
  -  Champion de Suède du contre-la-montre
  - Tour de Suède :
    - Classement général
    - 2e étape

## Résultats sur les grands tours

### Tour d'Italie
2 participations
- 1995 : abandon (11e étape)
- 1998 : abandon (17e étape)

### Tour d'Espagne
4 participations
- 1995 : 98e
- 1996 : abandon (12e étape)
- 1997 : abandon (7e étape)
- 2001 : abandon (14e étape)